# Mühlennachprodukt
Ein Mühlennachprodukt ist ein Produkt, das bei der Herstellung von Mehl anfällt. Mühlennachprodukte werden teilweise als Abfall betrachtet, vereinzelte Initiativen versuchen derzeit wirtschaftliche Verwertbarkeit zu erforschen. Beispiele für Mühlennachprodukte sind Kleie, Bollmehl, Nachmehl und Futtermehl. Der Proteingehalt beträgt 14–21 %. Einige Nachprodukte werden bei der Herstellung von ballaststoffreichen Lebensmitteln zur Verdauungsförderung (Kleie) und in der Tierfütterung verwendet (Kleie, Futtermehl). Bollmehl wird sowohl in der Tierfütterung als auch als Streumehl bei der Roggenschrotbrotherstellung eingesetzt.

## Kleie
Mit Roggenfeinkleie kann man unter Vakuum und Hitze zwei Mühlennachprodukte bei pH-Wert 4,5 extrahieren. Durch Sprühtrocknen erhält man dann zwei Fraktionen mit Anteilen von ~75 zu ~25 %:

### Wasserunlösliches Mühlennachprodukt
(je 100 g):
| Stärke | Ballaststoffe |
| 17 g   | 55 g          |
| ------ | ------------- |

Wird vorwiegend bei industriellen Backwaren angewendet, um den Ballaststoffanteil anzuheben.

### Wasserlösliches Mühlennachprodukt
(je 100 g)
| Protein | Ballaststoffe | Mineralstoffe |
| 16 g    | 5 g           | 16 g          |
| ------- | ------------- | ------------- |

Die wasserlösliche Extraktion weist gute Emulgiereigenschaften auf, was in ersten Anwendungsversuchen auch schon genutzt werden konnte, um den Ölgehalt in Süßspeisen zu reduzieren. Die Anwendung beschränkt sich auf den Feinkostbereich.